# Dácké války
Dácké války je označení vojenských střetnutí svedených na přelomu 1. a 2. století n. l. mezi Dáky, vedenými králem Decebalem, a Římany. Konflikt vyprovokovaný dáckými nájezdy do římských provincií na Balkáně se rozhořel za vlády císaře Domitiana v letech 87 až 89. Římané tehdy utrpěli porážku v první bitvě u Tapae a posléze s Dáky sjednali příměří. O několik let později obnovil císař Traianus dvěma rozsáhlými vojenskými akcemi nepřátelství s Dáky. První akcí byla druhá bitva u Tapae v letech 101 až 102 a další následovala v letech 105 až 106, během nichž si podrobil jejich hlavní město Sarmizegetusu a po smrti Decebala začlenil Dácii do římského impéria.